# Тур Сан-Луиса (женский)
Тур Сан-Луиса (исп. Tour Femenino de San Luis) — шоссейная многодневная велогонка, проходившая по территории Аргентины с 2014 по 2016 год. Являлась женской версией мужской гонки Тур Сан-Луиса.

## История
Гонка была создана в 2014 году и сразу вошла в Женский мировой шоссейный календарь UCI в рамках которого просуществовала всю свою короткую историю.
Маршрут гонки проходил в провинции Сан-Луис и состоял из 5—6 этапов. Четвёртый этап проводился в формате индивидуальной гонки. 
Дистанция этапов пролегала в городах Эль-Дурасно, Вилья-Мерседес, Мерло, Насчель, Вилья-де-ла-Кебрада и Хуана-Кослай. И если в первый год профиль гонки был равнинный, то с 2015 года на пятом предпоследнем этапе сделали горный финиш на перевале Мирадор-дель-Портеро (высота 1247 метров, длина 4,8 км со средним градиентом 6,7%). Финишировала гонка всегда в городе Сан-Луисе.
Проводился в середине января. Накануне старта двух последних изданий проходил Гран-при Сан-Луиса.

## Призёры
| Год  | Победитель         | Второй            | Третий              |
| ---- | ------------------ | ----------------- | ------------------- |
| 2014 | Элисон Пауэрз      | Фернанда да Силва | Клемильда Фернандеш |
| 2015 | Янильдес Фернандеш | Лорен Стивенс     | Ана Паула Полегач   |
| 2016 | Кэти Холл          | Малгожата Ясинска | Арленис Сьерра      |